# Morton Subotnick
Morton Subotnick (Los Ángeles, California, 14 de abril de 1933) es un compositor estadounidense de música electrónica, conocido por su obra Silver Apples of the Moon, el primer trabajo electrónico encargado por una compañía discográfica, Nonesuch.  Fue uno de los miembros fundadores del Instituto de Artes de California, donde enseñó durante muchos años.
Subotnick ha trabajado extensamente con electrónica interactiva y multimedia, cofundando el San Francisco Tape Music Center con Pauline Oliveros y Ramon Sender, a menudo colaborando con su esposa, la cantante Joan La Barbara. Morton Subotnick es uno de los pioneros en el desarrollo de la música electrónica y la interpretación multimedia, y es un innovador en obras que incluyen instrumentos y otros medios, así como los sistemas interactivos de música por computadora. La mayor parte de su música requiere una parte de computadora, o procesamiento electrónico en vivo. Su obra utiliza muchos de los avances tecnológicos importantes en la historia del género. 

## Carrera temprana

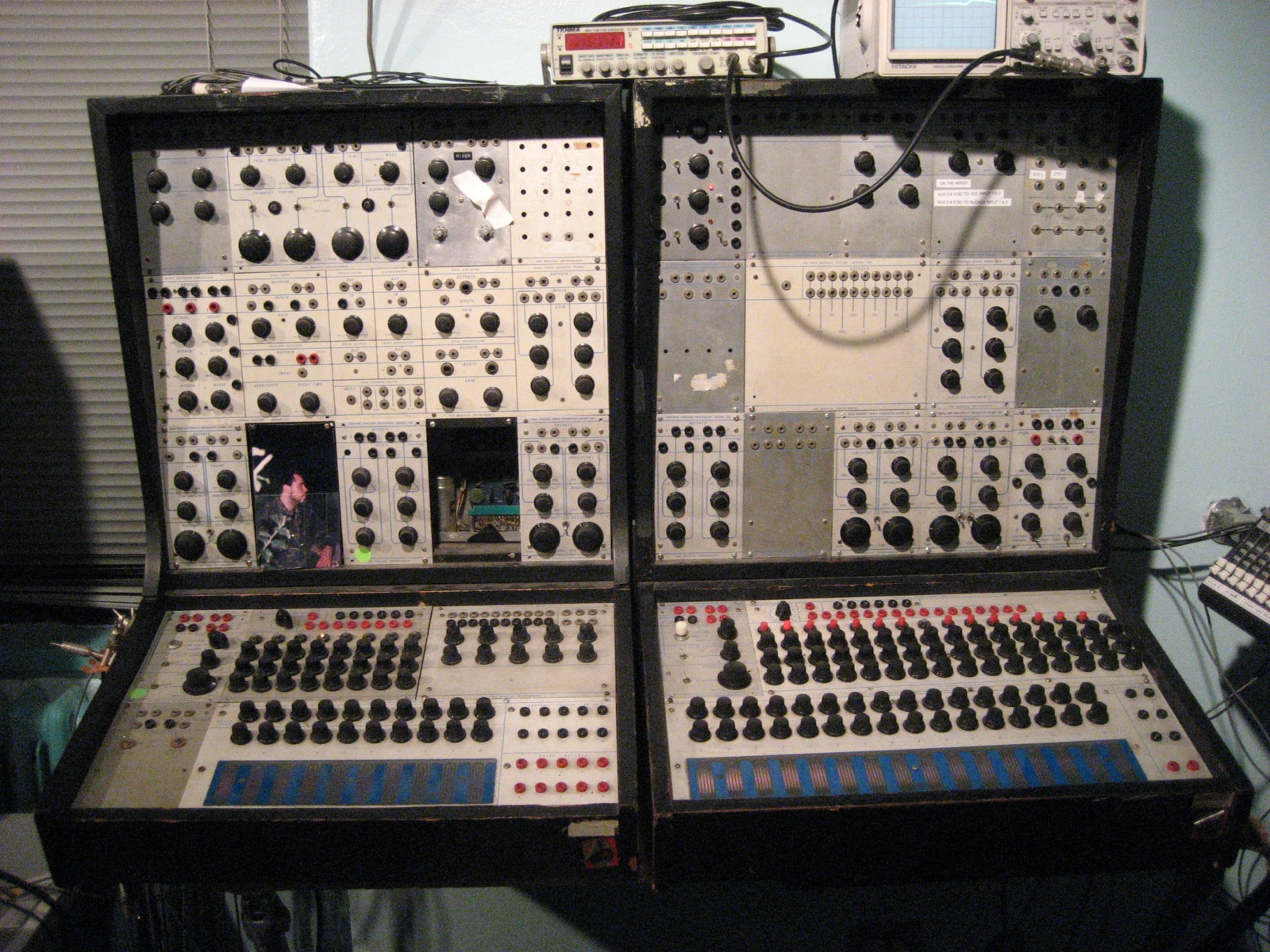
Sintetizador modular de Buchla en la Universidad de Nueva York

Subotnick se graduó en la Universidad de Denver. A principios de la década de 1960, Subotnick enseñó en Mills College y con Ramon Sender, cofundó el San Francisco Tape Music Center. Durante este periodo también colaboró con Anna Halprin en dos obras (the 3 legged stool y Parades and Changes) y fue director musical de The Actors Workshop. 
En 1966, Subotnick fue fundamental para obtener la subvención Rockefeller que hizo que se uniera el Tape Center con Mills Chamber Players (un grupo de cámara en el Mills College con Nate Rubin al violín; Bonnie Hampton, al violonchelo; Naomi Sparrow al piano y Subotnick al clarinete). La subvención requería que el Tape Center se mudara a una institución anfitriona, que fue el Mills College. Subotnick, sin embargo, no se estableció, y se mudó a Nueva York con el Taller de actores para convertirse en el primer director musical de la Lincoln Center Rep Company en el Teatro Vivian Beaumont en el Lincoln Center. Junto con Len Lye, se convirtió en un artista residente en la recién creada Tisch School of the Arts en la Universidad de Nueva York. La Escuela de las Artes le proporcionó un estudio y un sintetizador Buchla (ahora en la Biblioteca del Congreso). Luego ayudó a desarrollar el Electric Circus and the Electric Ear, y se convirtió en su director artístico. Al mismo tiempo, creó las piezas Silver Apples of the Moon, The Wild Bull y Touch.

## Silver Apples of the Moon
La música electrónica temprana se hizo usando generadores de ondas y sonidos manipulados en cinta. Subotnick fue uno de los primeros compositores en trabajar con el diseñador de instrumentos electrónicos Don Buchla. El sintetizador modular de voltaje controlado de Buchla, al que llamó Electric Music Box y que fue construido, en parte, basándose en las sugerencias de Subotnick y Sender, era más flexible y fácil de usar, y su capacidad de secuenciación era parte integral de la música de Subotnick. 
A fines de la década de 1960, una gran parte de la música electrónica académica de vanguardia de los Estados Unidos era altamente abstracta (en gran parte relacionada con el tono y el timbre, donde el ritmo (métrica) podría ser una ocurrencia tardía o sin consecuencias, y estructuras con patrones simples se evitaron en gran medida), Subotnick rompió con esta dirección al incluir secciones con ritmos métricos, los cuales se basaban en pulsos y latidos. Tanto Silver Apples of the Moon como The Wild Bull de 1968 (otro trabajo para cinta encargado por Nonesuch; desde entonces se han combinado en un CD de Wergo) han sido coreografiados por compañías de danza de todo el mundo. 
En 1969, Subotnick fue invitado a formar parte de un equipo de artistas en Los Ángeles con el plan de fundar una nueva escuela. Mel Powell como decano, Subotnick como decano asociado, y un equipo de otros cuatro pares de artistas fundaron el ahora famoso Instituto de las Artes de California. Subotnick siguió siendo el decano asociado de la escuela de música durante 4 años y luego se convirtió en el director del programa de composición donde, unos años más tarde, creó un nuevo programa de medios que introdujo tecnología interactiva y multimedia en el programa. En 1978, junto con Roger Reynolds y Bernard Rands, produjeron 5 nuevos festivales anuales de música.

## Acercamiento a la música
A diferencia de la música electrónica anterior, que había utilizado estructuras no tradicionales, las composiciones electrónicas de Subotnick se estructuran más como la música clásica para instrumentos acústicos con los que el público está familiarizado, pero con timbres no tradicionales y manipulaciones de tonos que ninguna orquesta podría producir. También ha escrito para instrumentos acústicos, y estudió con Darius Milhaud y Leon Kirchner en el Mills College en Oakland, California . 
Además de la música en el medio electrónico, Subotnick ha escrito para orquesta sinfónica, conjuntos de cámara, teatro y producciones multimedia. Su 'poema de tono escenificado' The Double Life of Amphibians, una colaboración con el director Lee Breuer y el artista visual Irving Petlin, utilizando la interacción en vivo entre cantantes, instrumentistas y computadora, se estrenó en el Festival de Artes Olímpicas de 1984 en Los Ángeles. 
La versión de concierto de Jacob's Room, un mono drama encargado por Betty Freeman para el Kronos Quartet y la cantante Joan La Barbara, se estrenó en San Francisco en 1985. Jacob's Room, la ópera de cámara multimedia de Subotnick (dirigida por Herbert Blau con imágenes de video de Steina y Woody Vasulka, con Joan La Barbara), se estrenó en Filadelfia en abril de 1993 bajo el auspicio del American Music Theatre Festival. The Key To Songs , para orquesta de cámara y computadora, se estrenó en el Aspen Music Festival de 1985. Return, comisionada para celebrar el regreso de Cometa Haley, se estrenó con un espectáculo celestial acompañante en el planetario del Observatorio Griffith en Los Ángeles en 1986. Las obras recientes de Subotnick, entre ellos Jacob's Room, The Key to Songs, Hunger, In Two Worlds, And Butterflies Begin to A Flowers y A Desert Flowers, utilizan la generación de sonido computarizado, el software Interactor y los controles de computadora "inteligentes" que permiten a los intérpretes interactuar con la tecnología de la computador.
All My Hummingbirds Have Alibis (1994) fue una obra de concierto interactivo y un CD-ROM (quizás el primero de su tipo), Making Music (1995), Making More Music (1998) fueron sus primeras obras para niños, y un interactivo 'poema medial', Intimate Immensity, se estrenó en el Festival del Lincoln Center en Nueva York (1997). El estreno europeo (1998) fue en Karlsruhe, Alemania. Un cuarteto de cuerdas con CD-ROM, Echoes from Silent Call of Girona (1998), fue estrenado en Los Ángeles por Southwest Chamber Music. 
Subotnick recibió el encargo de completar una versión más grande de la ópera, Jacobs Room, la cual se estrenó en 2010 en el Festival de Bregenz en Austria. 
Subotnick está desarrollando herramientas para que los niños pequeños creen música. Es autor de una serie de seis CD-ROM para niños, montó un sitio web para niños y está desarrollando un programa escolar relacionado. El Pitch Painter para iPad y iPhone de Subotnick es una aplicación musical para pintar con los dedos que presenta una nueva forma intuitiva para que los niños creen música. 
Subotnick está trabajando con la Biblioteca del Congreso mientras preparan una presentación de archivo de sus obras electrónicas. Realiza giras por todo Estados Unidos y Europa como profesor y compositor / intérprete. Las obras de Morton Subotnick son publicadas por Schott Music. Entre sus estudiantes se incluyen Ingram Marshall, Mark Coniglio, Carl Stone, Rhys Chatham, Charlemagne Palestine, Ann Millikan, Nicholas Frances Chase, John King y Lois V Vierk . 

## Vida personal
Subotnick está casado con la cantante y compositora Joan La Barbara. El hijo mayor de Subotnick, Steven Subotnick, es un animador; su hijo menor, Jacob Subotnick, es diseñador de sonido y su hija, Tamara Winer, es una trabajadora social y psiquiátrica. 

## Premios[13]
- Guggenheim Fellowship
- Rockefeller Grants (3)
- Meet the Composer (2)
- American Academy of Arts and Letters Composer Award
- Brandies Award
- Deutscher Akademischer Austauschdienst Künstlerprogramm (DAAD), Compositor en residencia, en Berlín
- Lifetime Achievement Award (SEAMUS en Dartmouth)
- ASCAP: John Cage Award
- ACO: Lifetime Achievement
- Honorary Doctorate del California Institute of the Arts

## Obras seleccionadas[14]
- Sonata para viola y piano (1959-60)
- Silver Apples of the Moon (National Recording Registry inductee) (1967)[15]
- The Wild Bull (1968)
- Touch (1969)
- Sidewinder (1971)
- Four Butterflies (1973)
- Until Spring (1975)
- A Sky of Cloudless Sulfur (1978)
- Axolotl (1981)
- A Fluttering of Wings (1981)
- An Arsenal of Defense para viola sola y "electronic ghost score" (1982)
- Trembling (1983)
- The Key to Songs (1985)
- Jacob's Room (1986)
- and the butterflies begin to sing (1988)
- All My Hummingbirds Have Alibis (1991)
- Gestures (1999–2001)
- Then Now and Forever (2008)
- The Other Piano (2007)
- Jacob's Room Opera (2010)
- From Silver Apples of the Moon to A Sky of Cloudless Sulphur (2009 – 2013)
- Jacob's Room Monodrama (2013)

### Escuchar
- Entrevista con Dublab
- Entrevista con RedBull Music Academy
- Mars Millennium Project 2030: Artist: Morton Subotnick
- Morton Subotnick interview
- Art of the States: Morton Subotnick Echoes from the Silent Call of Girona (1998)
- Morton Subotnick Interview NAMM Oral History Library (2005)

- Datos: Q962366
- Multimedia: Morton Subotnick / Q962366